# 雙線帶天竺鯛
雙線帶天竺鯛，又稱雙線长鳍天竺鲷，为輻鰭魚綱鈎頭魚目天竺鲷科的其中一種。

## 分布
本魚分布紅海海域。

## 深度
水深0-12公尺。

## 特徵
本魚體呈圓形側扁，眼大，口大且斜裂，前鰓蓋骨邊緣平滑，體呈白色略透明，最明顯的特徵是體側具2條黑色縱紋，一條從吻部經眼睛延伸至尾柄處，另一條從額部延伸至尾柄，尾柄出具一枚鑲黃邊德黑色眼斑，腹部具黑色邊緣，尾鰭凹入，臀鰭延長，背鰭硬棘7枚;背鰭軟條9枚;臀鰭硬棘2枚;臀鰭軟條12-14枚，體長可達3.8公分。

## 生態
本魚棲息於珊瑚礁區具沙底質水域，喜群游，屬肉食性，以浮游生物和底棲性無脊椎動物為食。雄魚與雌魚交配後，雄魚會將卵含在口中保護，孵化之。

## 經濟利用
無任何經濟價值。